# Acteur (court métrage)
Pour les articles homonymes, voir Acteur (homonymie).
Pour plus de détails, voir Fiche technique et Distribution.
Acteur est un court métrage français écrit et réalisé par Jocelyn Quivrin et sorti en 2007.

## Synopsis
Un aperçu sur le métier d'acteur avec cette interrogation sur le changement de personnalité possible lorsqu'on commence à se faire connaître.

## Fiche technique
- Titre : Acteur
- Réalisation et Scénario : Jocelyn Quivrin
- Production : Isabelle Grellat
- Société de Production : Mandarin Films
- Musique originale : Alice Taglioni
- Photographie : Lucas Leconte
- Montage : Sébastien Lafarge
- Costumes : Christian Gasc
- Genre : court métrage
- Durée : 12 minutes
- Pays de production :  France
- Langue : français
- Date de sortie :
  - France : 16 mars 2007

## Distribution
- Jocelyn Quivrin
- Nathalie Baye
- Alice Taglioni
- Jean-Pierre Cassel
- Eva Darlan
- Élodie Navarre
- Cécile Cassel
- Laurent Gérard
- Didier Becchetti
- Neige Taglioni